# Dietrich I. (Münster)
Dietrich I. (auch Thiedrich; † 23. Januar 1022) war von 1011 bis zu seinem Tode im Jahre 1022 der zwölfte Bischof von Münster. Er war der Sohn des Grafen Brun von Arneburg und von Gerburg von Stade, der Tochter des Grafen Heinrich I. von Stade. Sein Geburtsdatum ist nicht überliefert. Er ist ein Verwandter des Billunger-Adelsgeschlechts.
Vor seiner Ernennung zum Bischof von Münster stand er im Dienste der Hofkapelle. Über seine Amtszeit ist bekannt, dass er eine simonistische Erwerbspolitik betrieb und somit in Konflikt mit dem eigenen Onkel und den Grafen von Werl-Arnsberg geriet.